# Red Bull
Red Bull es una bebida energética distribuida por la compañía austríaca Red Bull GmbH. Fue creada en los años 1980 por el austriaco Dietrich Mateschitz, a partir de una fórmula concebida por el tailandés Chaleo Yoovidhya, desarrollando un concepto único de mercadotecnia. La primera lata se vendió el 1 de abril de 1987 en su país de origen, Austria, siendo el lanzamiento no solamente de un producto totalmente novedoso, sino el nacimiento de la categoría de bebidas energéticas. La marca está presente en más de 100 países y es la bebida energética más vendida del mundo, con más de 6 000 000 000 de latas vendidas en el año 2017.

## Bebida
Red Bull Energy Drink es una bebida funcional que contiene, principalmente agua, azúcar (sacarosa, glucosa), cafeína, taurina, así como diferentes vitaminas, tales como: niacina, ácido pantoténico, B6 y B12.
Tal y como recomienda la normativa europea, en las latas de Red Bull se lee claramente: «"contenido elevado en cafeína de 32 mg (0,001 onzas)/100 ml (3,4 onzas)"». Dicho de otro modo, el contenido de cafeína de una lata de 250 ml (8,5 onzas) corresponde a 80 mg (0,003 onzas) o el correspondiente a una taza de café de cafetera de filtro.

## Mercadotecnia

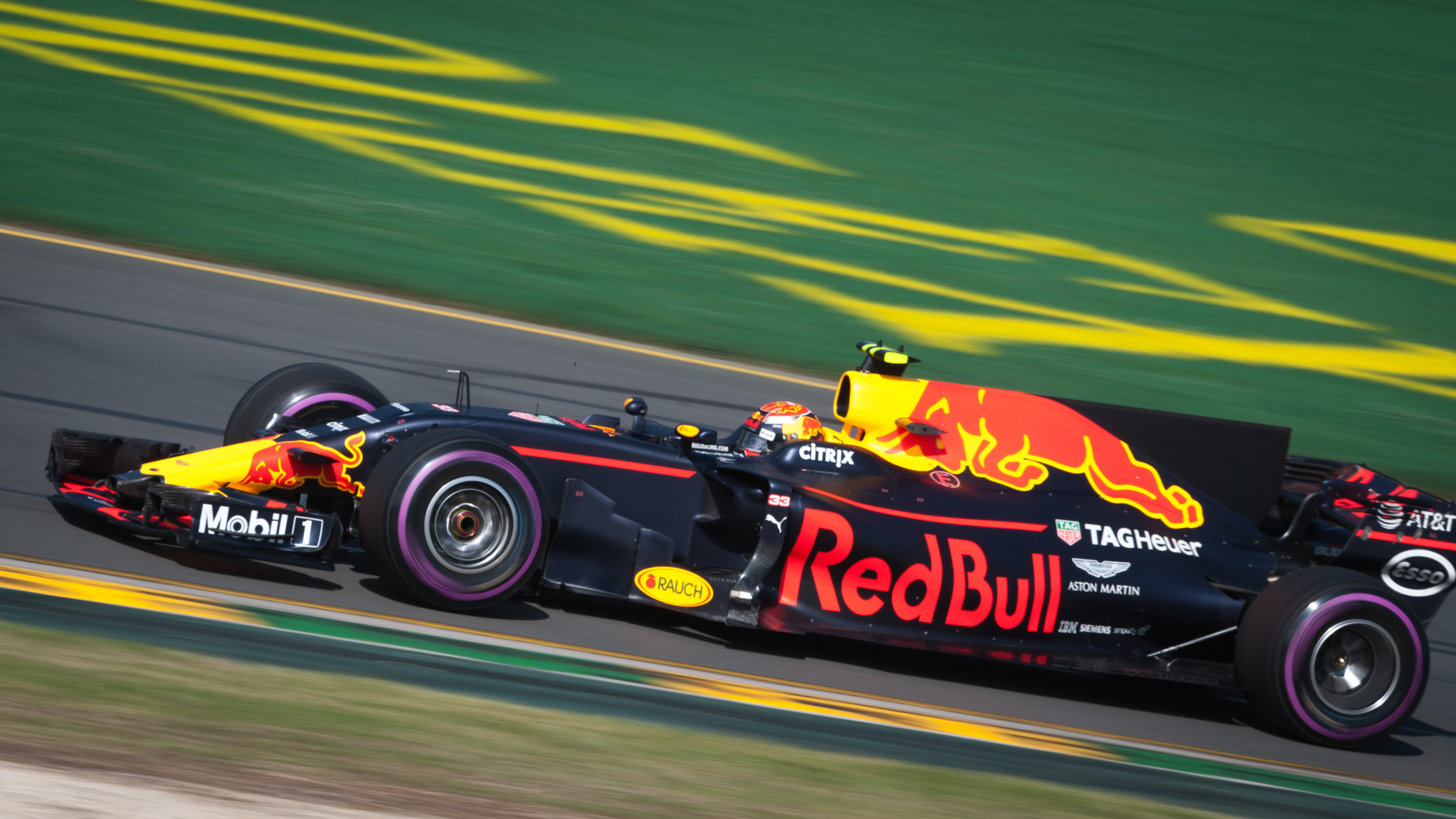
Max Verstappen en el Red Bull RB13.

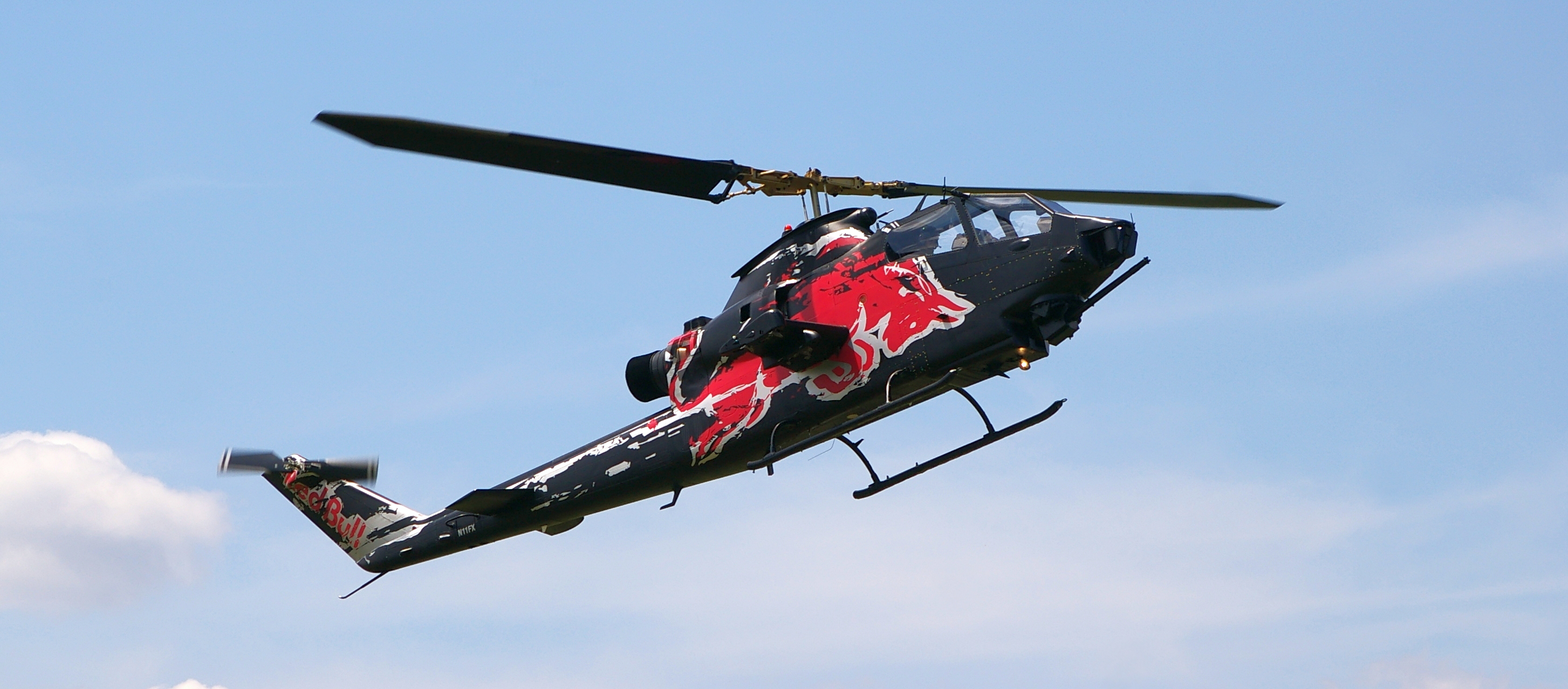
El helicóptero TAH-1F Cobra de Red Bull ensamblado por Chuck Aaron, propiedad de los Flying Bulls

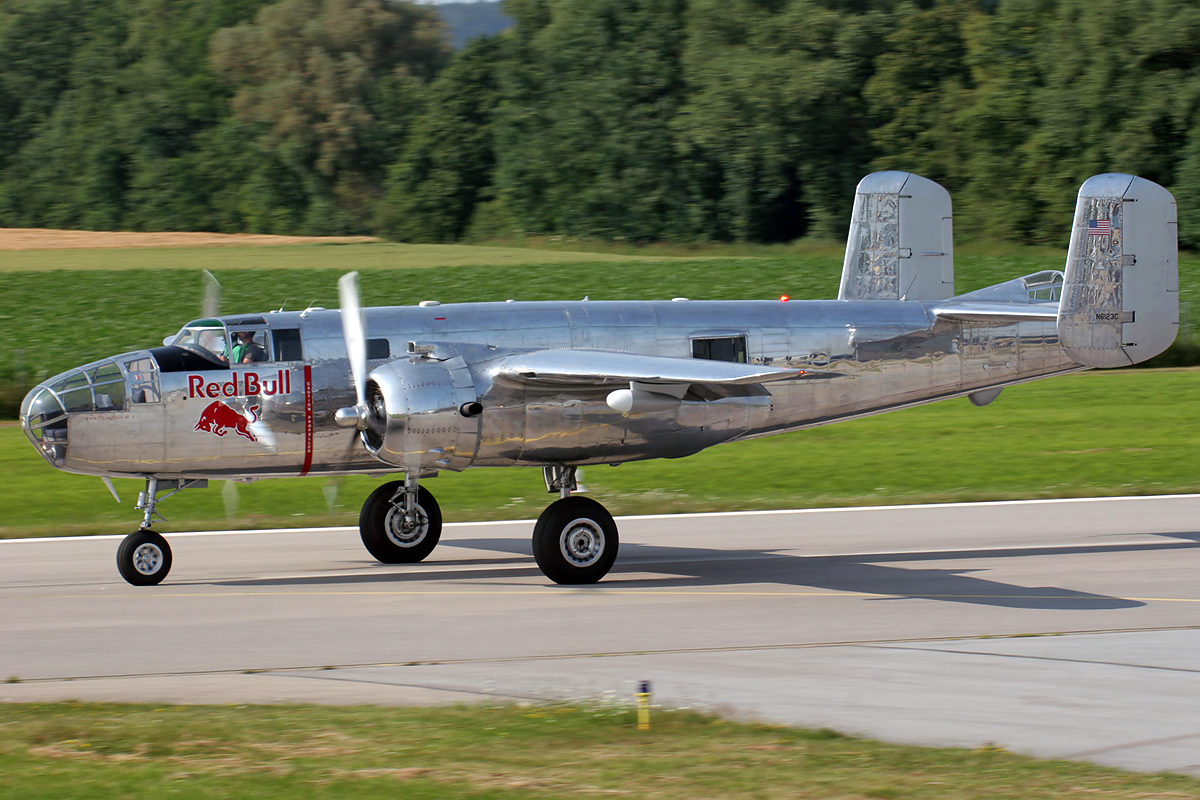
Un Red Bull North American B-25 Mitchell

Al comienzo, Red Bull distribuía latas de bebidas gratuitamente a estudiantes universitarios como intento de publicidad viral. La estrategia dio frutos con el consiguiente aumento de ventas. Desde entonces, Red Bull ha sido conocido por su mercadotecnia aguda dirigido a profesionales jóvenes y urbanos, con base en campañas publicitarias en eventos deportivos y de entretenimiento. El lema "Red Bull te da alas" sutilmente se refiere a las propiedades estimulantes de la bebida.
Desde 1997, Red Bull ha realizado anuncios con el lema "Red Bull te da alas". Los comerciales generalmente estaban animados y presentaban personajes con entrecerrados constantes.
A fecha de 2022, Red Bull patrocina y/o es propietario 15 equipos deportivos, entre los que destacan el equipo de Fórmula 1 Red Bull Racing y los equipos de futbol Red Bull Leipzig de Alemania, Red Bull Salzburgo de Austria, los New York Red Bulls de Estados Unidos y los Red Bull Bragantino y Red Bull Brasil de Brasil.Desde el 9 de enero de 2025, el Atlético de Madrid de España amplía la cartera de equipos patrocinados por Red Bull.
La campaña de mercadotecnia internacional de Red Bull se dirige principalmente a los hombres jóvenes con deportes extremos. Estos van desde ciclismo de montaña, BMX, motocross, windsurf, snowboard, patineta, kayak, remo, wakeboard, clavados, parkour, surf, patinaje, motocross de estilo libre, rallycross, carreras de Fórmula 1, carreras de NASCAR y breakdance. Red Bull usa música y videojuegos, y ha reclutado a celebridades como Eminem, que patrocina el campeonato Red Bull "EmSee Battle Rap". Alberga eventos como exposiciones de arte y el "Red Bull Flugtag" (alemán para "día de vuelo" o "día de vuelo").
Red Bull posee equipos de fútbol, con clubes en Austria, Alemania, Estados Unidos y Brasil que llevan la marca Red Bull en sus nombres. Al asociar la imagen de la bebida con estas actividades, la empresa busca promover una imagen pública "genial" y aumentar el poder de la marca. La bebida energética ha creado un mercado para más de 150 tipos de productos relacionados.
En la plataforma de videojuegos de PlayStation 3, PlayStation Home, Red Bull desarrolló su propia isla en el juego, publicitando específicamente su bebida energética y el evento Red Bull Air Race, que da nombre al espacio, lanzado en enero de 2009. A finales de noviembre de 2009, Red Bull produjo dos nuevos espacios, el espacio Red Bull Illume y el espacio Red Bull Beach con el Red Bull Flugtag, ambos lanzados el mismo día. En enero de 2012, Red Bull lanzó su primer espacio personal llamado "Red Bull House of Skate" con un parque de patinaje cubierto.
En la tienda de aplicaciones de Apple, Red Bull también tiene algunas aplicaciones que incluyen: RedBull.com, Red Bull TV, The Red Bulletin, RBMA Radio, Red Bull iFunk, Wings For Life- Selfie Run. Además de algunos juegos en la tienda de aplicaciones que son: Bike Unchained, Red Bull Kart Fighter 3, Red Bull Air Race The Game, Red Bull Racers.
En 2010, la empresa contrató a Adrian Newey para diseñar un prototipo de automóvil de carreras: el Red Bull X2010, para el videojuego Gran Turismo 5.

## Polémicas
En 2013, Red Bull le dijo a Redwell Brewery, una microcervecería de Norfolk, que cambiara su nombre o enfrentara acciones legales, porque sonaba demasiado similar a Red Bull. Se dijo a la fábrica de cerveza de Norwich, de ocho empleados, que su nombre podía «confundir» a los clientes y «empañar» su marca comercial. Las dos empresas llegaron a un acuerdo que permitía a Redwell seguir usando su nombre.
En 2014, Red Bull celebró un acuerdo de US$13 000 000 (equivalente a $16 731 515 en 2023) para resolver dos demandas colectivas de consumidores en el Tribunal de Distrito de los Estados Unidos para el Distrito Sur de Nueva York. Los demandantes fueron Benjamin Careathers, David Wolf y Miguel Almarez, quienes demandaron a la compañía alegando incumplimiento de garantía expresa y enriquecimiento injusto, alegando que Red Bull afirmó falsamente los beneficios de mejora del rendimiento de los ingredientes de la bebida que no estaban respaldados por estudios científicos. El 1 de mayo de 2015, el Tribunal aprobó el acuerdo, dando a los clientes que habían presentado reclamaciones la oportunidad de recibir un reembolso en efectivo de US$10 o US$15 en productos Red Bull dentro de los 150 días posteriores a la afirmación de cualquier apelación. Contrariamente a lo informado por algunos medios de comunicación, los demandantes no habían alegado que la bebida no les diera alas a los consumidores.